# Jernmixturen
Jernmixturen er en dansk tegnefilm fra 1921 instrueret af Robert Storm Petersen.

## Handling
Mand ses ved høne, som ligger på en rede. De tre små mænd kommer ind, hønen spiser den enes hat og drikker jernmikstur. Manden tager ægget med sig, forsøger at få ægget varmet op, en smed slår på det med hammer og en videnskabsmand undersøger ægget. Der er dog ingen af dem, som lykkes med at slå ægget i stykker. Ægget smides ud af vinduet, og en vejarbejder forsøger at hamre på ægget - uden held. Manden ser en kanon, ægget skydes ud af kanonen og lander ved de tre små mænd. Der går hul på ægget, og ud kommer en hat.